# 25 décembre 1977
Le dimanche 25 décembre 1977 est le 359e jour de l'année 1977.

## Naissances
- Ali Tandoğan, footballeur turc
- Anne Ducarouge, vélivole française
- Christian Bronsard, joueur professionnel canadien de hockey sur glace
- Djolevi Ballogou, boxeur togolais
- Eva Nyström, athlète suédoise
- Glen Crowe, joueur de football irlandais
- Israel Vázquez, boxeur mexicain
- Jim Greco, skateur américain
- Ken Goetz, hockeyeur sur glace canadien
- Priya Anjali Rai, actrice pornographique américaine
- Sylvi Listhaug, personnalité politique norvègienne
- Uhm Ji-won, actrice sud-coréenne
- Xabi Molia, écrivain, réalisateur et scénariste français

## Décès
- Arturo Acebal Idígoras (né le 24 juillet 1912), peintre, sculpteur et céramiste espagnol d'origine argentine
- Charlie Chaplin (né le 16 avril 1889), acteur britannique
- Frank P. Keller (né le 4 février 1913), monteur américain
- Harald Strøm (né le 14 octobre 1897), patineur de vitesse norvégien
- József Reményi (né le 23 janvier 1887), sculpteur et médailleur hongrois
- Paul Ville (né le 18 octobre 1881), acteur français
- Stanisława Umińska (née le 17 novembre 1901), actrice polonaise